# Perimetro d'imposta
In architettura e in geometria descrittiva il perimetro d'imposta è la linea chiusa che sta alla base di un tetto (o più in generale di una copertura, cioè di una frontiera orizzontale superiore). 
Ad esempio:
- una copertura a falde piane ha come perimetro d'imposta una linea spezzata (formata da segmenti); se questa appartiene ad un piano orizzontale (cioè se è una poligonale) ogni suo segmento è detto retta di gronda;
- una copertura a falde curve ha come perimetro d'imposta una linea chiusa composta da archi di curve; nella pratica queste curve sono spesso delle coniche.